# ۵۵۹ (پیش از میلاد)
۵۵۹ (پیش از میلاد) ۵۵۹مین سال پیش از گاه‌شماری میلادی است. این سال برابر با سال ۱ شاهنشاهی است.

## رویدادها
- کورش بزرگ جانشینی پدرش کمبوجیه اول شاه انشان میشود.[۲]

## زادها
- آمیتیس شهبانو، ملکهٔ هخامنشی[۳]

## مرگ‌ها
- کمبوجیه اول، پدر کورش بزرگ و شاه انشان[۲]